# رفتگران طبیعت ایران
رفتگران طبیعت ایران یک گروه داوطلبانه مردمی برای پاکسازی محیط زیست ایران از زباله است. این گروه در سال ۱۳۹۱ به ابتکار کاظم نجاریون با راه‌اندازی صفحه‌ای در فیسبوک با شعار «ما دیگه آشغال نمی‌ریزیم» فعالیت خود را آغاز کرد. این گروه هم‌اکنون در ۳۱ استان ایران شعبه دارد.

## تاریخچه
نوآوری راه‌اندازی این گروه از کاظم نجاریون بود. وی پیش از راه‌اندازی این گروه، به‌طور شخصی، هنگام طبیعت‌گردی همراه با خانواده و دوستان اقدام به پاکسازی طبیعت از زباله می‌کرد. تا این که ۲۸ خرداد ۱۳۹۱ در بازدید از دریاچه چورت (استان مازندران) هنگام پاکسازی زباله‌های آن منطقه با گوشی تلفن همراه خود از زباله‌ها عکس گرفت و در صفحه شخصی خود در فیسبوک منتشر کرد. وی، پس از دیدن استقبال کاربران فیسبوک از این عکس‌ها، صفحه‌ای به نام «رفتگران طبیعت ایران» در فیسبوک ایجاد کرد. در چند ساعت نخست بیش از هزار کاربر این صفحه را پسند کردند و عملاً هسته اولیه این گروه شکل گرفت. این صفحه هم‌اکنون نزدیک به ده هزار پسندکننده دارد.

نخستین برنامه پاکسازی این گروه در بوستان سوهانک (شرق تهران) سازماندهی شد؛ که ۷۰ داوطلب در آن شرکت کردند. سپس، پیرو درخواست‌های زیاد داوطلبان از شهرهای دیگر، برای هر استان یک گروه راه‌اندازی شد و سازمان‌دهی برنامه‌های پاکسازی محیط زیست آن استان به گروه مربوط به آن استان واگذار شد. هم اکنون، ۳۱ استان ایران این گروه را دارند و در هر یک از آن‌ها دست‌کم یک برنامه پاکسازی انجام شده‌است.